# Cukormáz nélkül
A Cukormáz nélkül (eredeti cím: Unfrosted) 2024-es amerikai filmvígjáték, amelyet Jerry Seinfeld, Spike Feresten, Andy Robin és Barry Marder forgatókönyvéből Jerry Seinfeld rendezett. A főbb szerepekben Seinfeld, Melissa McCarthy, Jim Gaffigan, Max Greenfield, Hugh Grant és Amy Schumer látható.
A film Seinfeld nagyjátékfilmes rendezői debütálása, ő és Feresten a Columbus 81 Productions nevű produkciós cégükön keresztül Beau Bauman mellett a film producerei is. A Cukormáz nélkül 2024. május 3-án jelent meg Amerikában és Magyarországon a Netflixen, és általánosságban vegyes véleményeket kapott a kritikusoktól.

## Cselekmény
Egy fiatal szökevény Pop-Tartsot rendel egy vendéglőben, és egy Bob Cabana nevű férfi felajánlja neki, hogy elmeséli neki az amerikai reggeli étel valódi eredettörténetét.
1963-ban Bob a Battle Creekben székelő Kellogg's vállalat fejlesztési vezetője. Miután a Kellogg's ismét legyőzi riválisát, a Postot az évente megrendezett Bowl and Spoon Awards versenyen, Bob megérzi, hogy a Post valami olyat készül bemutatni, ami uralhatja a piacot. Nem sokkal később Bob megfigyel két gyereket, akik a Postnál kukáznak, és rájön, hogy egy polcon tartható, gyümölcsalapú péksüteményes reggeliételt készítenek, amely a jelek szerint függőséget okozó hatással van a gyerekekre.
A Post kémje szerint továbbfejlesztettek egy terméket, amelyet Bob egykori munkatársa, Donna "Stan" Stankowski készített a Kellogg's számára. Bob meggyőzi a Kelloggot, hogy vegye vissza Stant a NASA-tól, és a csapat nekilát a sütemény saját változatának megalkotásához, és "ízlelőpilótaként" több prominens iparági szereplővel fog össze.
Marjorie Post, a Post cég vezetője és Edsel Kellogg egykori szeretője összehívja az "öt gabonapehelycsalád" találkozóját: Kellogg's, Post, Quaker, Ralston Purina és General Mills. Bob csapatának meglepetésére Marjorie bejelenti, hogy termékük egy héten belül a polcokra kerül. Bob alulmúlja őket azzal, hogy a Puerto Rico-i bűnözővel, El Sucre-val kötött egyezség révén kizárólagos jogot szerez a világ cukortermelésének 99%-ára.
Bob aggódni kezd az ízlelőpilóták haladásának hiánya miatt, de ő és Stan több ötletüket kombinálva kitalálnak egy téglalap alakú, fóliába csomagolt, pirítható, gyümölccsel töltött ételt. Kellogg figyelmezteti Bobot, hogy a tej nélkül tálalható termék megalkotásával a tejipar lábujjára léphetnek, amely valójában egy hihetetlenül erős és kegyetlen összeesküvés, amelynek vezetője elrabolja és megfenyegeti Bobot.
Eközben Marjorie a Szovjetunióba látogat, hogy megpróbálja megszerezni a kubai cukor jogait Nyikita Hruscsovtól. A kommunista reggeli ötlete aggasztja John F. Kennedy elnököt, aki behívja a Kellogg's csapatát a Fehér Házba, hogy megvitassák az ügyet, és végül beleegyezik, hogy utasítsa testvérét, hogy nyomást gyakoroljon a szervezett tejre.
Az új sütemény tesztelése közben Steve Schwinn, a kóstolópilóta egy balesetben felrobban. Eközben Thurl Ravenscroftot, a Kellogg's számára Tony, a tigris kabalaszerepét alakító, sokat szenvedett Shakespeare-színészt a tejszindikátus meggyőzi arról, hogy az új reggeli tészta elavulttá teszi a gabonapelyhek kabaláját. Schwinn temetésén Thurl meggyőzi a többi kabalafigurát, hogy csatlakozzanak hozzá a sztrájkban.
A csapat küzd az új sütemény marketingjével, végül a kukásbúvárok javaslatára a "Trat-Pop" névben állapodnak meg. A kabalafigurák tömege Thurl vezetésével – aki most már QAnon sámánnak öltözik – erőszakosan betör a Kellogg's központjába, remélve, hogy megakadályozzák a termék FDA általi hitelesítését. Elkésnek, és a terméket tanúsítják. Walter Cronkite, aki egy híradót olvassa fel egy darab gyurmalinról, a "Trat-Pop"-ot fordítva "Pop-Tart"-nak olvassa, így a Kellogg's kénytelen megváltoztatni a nevet, pillanatokkal a kiszállítás előtt.
Másnap reggel a Pop-Tarts 60 másodpercen belül elfogy az ország összes boltjából, legyőzve a Post rosszul elnevezett "Country Squares" nevű termékét. Thurl végül kongresszusi bizottság elé kerül a támadásban játszott szerepe miatt, a tejesembereket belekeverik Kennedy meggyilkolásába, Marjorie Post pedig a feminizmus ikonjává válik, aki Mar-a-Lagoba vonul vissza. Stan ismét elhagyja a Kellogg's-t, hippivé válik, és feltalálja a müzlit. Bob országos hírnévre tesz szert, és a The Tonight Show Starring Johnny Carson című műsorában adott interjúja során Andy Warhol lelőtte, aki dühös, hogy a "Pop-Tart" név "pop-art"-nak hangzik. Bob túléli a zsebében lévő fóliás csomagnak köszönhetően.
A jelenben a fiú kétségeit fejezi ki, hogy egy Pop-Tart csomag meg tudna állítani egy golyót, és elkezdi megkérdőjelezni a történet más elemeit is, például azt, hogy a két ízlelőpilóta egy érző ravioli-lényt hozott létre. Bob elismeri, hogy a történet kitalált, amikor a fiú szülei megérkeznek, hogy hazavigyék. Amikor elindulnak, a ravioli-lény előbújik Bob zsebéből, és azt mondja: "Szia".

## Szereplők
| Szerep                           | Színész                | Magyar hang           |
| -------------------------------- | ---------------------- | --------------------- |
| Bob Cabana                       | Jerry Seinfeld         | Jakab Csaba           |
| Donna Stankowski                 | Melissa McCarthy       | Braun Rita            |
| Edsel Kellogg                    | Jim Gaffigan           | Kerekes József        |
| Rick Ludwin                      | Max Greenfield         | Kovács Lehel          |
| Thurl Ravenscroft                | Hugh Grant             | Stohl András          |
| Marjorie Post                    | Amy Schumer            | Peller Anna           |
| Harry Friendly                   | Peter Dinklage         | Láng Balázs           |
| Mike Diamond                     | Christian Slater       | Forgács Péter         |
| John F. Kennedy                  | Bill Burr              | Mihályi Győző         |
| Andy Warhol                      | Dan Levy               |                       |
| Jack LaLanne                     | James Marsden          | Miller Zoltán         |
| Steve Schwinn                    | Jack McBrayer          | Seder Gábor           |
| Harold von Braunhut              | Thomas Lennon          | Fekete Zoltán         |
| Ettore Boiardi                   | Bobby Moynihan         |                       |
| Tom Carvel                       | Adrian Martinez        | Görög László          |
| Poppy Northcutt                  | Sarah Cooper           | Majsai-Nyilas Tünde   |
| Crackle                          | Mikey Day              | Markovics Tamás       |
| Snap                             | Kyle Mooney            | Karácsonyi Zoltán     |
| Pop                              | Drew Tarver            | Rada Bálint           |
| Eddie Mink                       | Tony Hale              |                       |
| El Sucre                         | Felix Solis            | Mihálffy Balázs       |
| Rada Adzhubey                    | Marija Bakalova        |                       |
| Nyikita Hruscsov                 | Dean Norris            |                       |
| Walter Cronkite és Johnny Carson | Kyle Dunnigan          |                       |
| Chester Slink                    | Sebastian Maniscalco   |                       |
| Barney Stein                     | Beck Bennett           |                       |
| Stu Smiley                       | Cedric the Entertainer | Faragó András         |
| Mike Puntz                       | Fred Armisen           | Háda János            |
| reklámember #1                   | John Slattery          | Végh Péter            |
| reklámember #2                   | Jon Hamm               | Kautzky Armand        |
| Purvis Pendleton                 | Aparna Nancherla       |                       |
| Isaiah Lamb                      | Andy Daly              | Tarján Péter          |
| Mrs. Schwinn                     | Sarah Burns            | Mezei Kitty           |
| Cathy                            | Eleanor Sweeney        | Hegedűs Johanna       |
| Butchie                          | Bailey Sheetz          | Holló-Zsadányi Norman |

### Magyar változat
- Magyar szöveg: Zalatnay Márta
- Dalszöveg: Cseh Dávid Péter
- Hangmérnök: Erdélyi Imre
- Vágó: Házi Sándor
- Gyártásvezető: Újréti Zsuzsa
- Szinkronrendező: Egyed Mónika
- Zenei rendező: Császár Bíró Szabolcs
- Produkciós vezető: Haramia Judit

A szinkront a Iyuno Hungary készítette el.

## A sorozat készítése
2021 júniusában jelentették be, hogy a Netflix nyerte el a projekt jogait. Jerry Seinfeld a rendezője, producere, társszerzője és főszereplője a filmnek, amely a Pop-Tart megalkotásáról szóló viccén alapul. 2022 júniusában Melissa McCarthy, Jim Gaffigan, Amy Schumer, Hugh Grant és James Marsden is bekerült a szereplőgárda tagjai közé. Augusztusban Marija Bakalova cameo szereplését jelentették be. 2024 februárjában kiderült, hogy Bill Burr és Dan Levy csatlakozott a stábhoz.
Seinfeld a film forgatókönyvét Spike Feresten, Andy Robin és Barry Marder írókkal közösen írta. A produkció 2022 februárjában adókedvezményt kapott a kaliforniai forgatásra. A forgatás 2022 közepén indult.

## Filmzene
A film zenéjét Christophe Beck szerezte. Meghan Trainor és Jimmy Fallon a Sweet Morning Heat című dalt adják elő a filmben.

## Bemutató
A filmet 2024. április 30-án mutatták be a hollywoodi Grauman's Egyptian Theaterben. 2024. május 3-án jelent meg a Netflixen.